# Камбоджа на летних Олимпийских играх 2016
Камбоджа на летних Олимпийских играх 2016 года в Рио-де-Жанейро была представлена 6 спортсменами в 4 видах спорта. Знаменосцем сборной Камбоджи, как на церемонии открытия Игр, так и на церемонии закрытия была чемпионка Азиатских игр 2014 года тхэквондистка Сорн Сивмей. На Играх в Рио-де-Жанейро Сорн Симвей уступила в первом же раунде голландке Ресхми Огинк. По итогам соревнований сборная Камбоджи, принимавшая участие в своих девятых летних Олимпийских играх, вновь осталась без медалей.

## Состав сборной
Борьба
Вольная борьба
1. Чхов Сотхеара

 Лёгкая атлетика
1. Куниаки Такидзаки
2. Нари Ли

 Плавание
1. Совиджа Пу
2. Хем Тхон Витини

 Тхэквондо
1. Сорн Сивмей

## Результаты соревнований

### Борьба
В соревнованиях по борьбе, как и на предыдущих трёх Играх, будет разыгрываться 18 комплектов наград. По 6 у мужчин в вольной и греко-римской борьбе и 6 у женщин в вольной борьбе. Турнир пройдёт по олимпийской системе с выбыванием. В утешительный раунд попадают участники, проигравшие в своих поединках будущим финалистам соревнований. Каждый поединок состоит из двух раундов по 3 минуты, победителем становится спортсмен, набравший большее количество технических очков. По окончании схватки, в зависимости от результатов спортсменам начисляются классификационные очки.
Единственную олимпийскую лицензию в борьбе сборная Гаити получила по решению трёхсторонней комиссии.
Женщины
Вольная борьба
| Соревнование | Спортсмены    | Первый раунд       | 1/8 финала         | Четвертьфинал      | Полуфинал          | Финал              | Место |
| Соревнование | Спортсмены    | Соперник Результат | Соперник Результат | Соперник Результат | Соперник Результат | Соперник Результат | Место |
| ------------ | ------------- | ------------------ | ------------------ | ------------------ | ------------------ | ------------------ | ----- |
| до 48 кг     | Чхов Сотхеара |                    |                    |                    |                    |                    |       |

### Водные виды спорта

#### Плавание
В следующий раунд на каждой дистанции проходят спортсмены, показавшие лучший результат, независимо от места, занятого в своём заплыве.
Мужчины
| Дистанция                 | Спортсмены | Предварительный раунд | Предварительный раунд | Предварительный раунд | Полуфинал            | Полуфинал            | Полуфинал            | Финал                | Финал                |
| Дистанция                 | Спортсмены | Заплыв                | Результат             | Место                 | Заплыв               | Результат            | Место                | Результат            | Место                |
| ------------------------- | ---------- | --------------------- | --------------------- | --------------------- | -------------------- | -------------------- | -------------------- | -------------------- | -------------------- |
| 100 метров вольным стилем | Совиджа Пу | 2                     | 54,55                 | 57                    | завершил выступление | завершил выступление | завершил выступление | завершил выступление | завершил выступление |

Женщины
| Дистанция                | Спортсмены      | Предварительный раунд | Предварительный раунд | Предварительный раунд | Полуфинал | Полуфинал | Полуфинал | Финал     | Финал |
| Дистанция                | Спортсмены      | Заплыв                | Результат             | Место                 | Заплыв    | Результат | Место     | Результат | Место |
| ------------------------ | --------------- | --------------------- | --------------------- | --------------------- | --------- | --------- | --------- | --------- | ----- |
| 50 метров вольным стилем | Хем Тхон Витини |                       |                       |                       |           |           |           |           |       |

### Лёгкая атлетика
Мужчины
Шоссейные дисциплины
| Дисциплина | Спортсмен         | Время | Место | Отставание |
| ---------- | ----------------- | ----- | ----- | ---------- |
| марафон    | Куниаки Такидзаки |       |       |            |

Женщины
Шоссейные дисциплины
| Дисциплина | Спортсмен | Время | Место | Отставание |
| ---------- | --------- | ----- | ----- | ---------- |
| марафон    | Нари Ли   |       |       |            |

### Тхэквондо
Соревнования по тхэквондо проходят по системе с выбыванием. Для победы в турнире спортсмену необходимо одержать 4 победы. Тхэквондисты, проигравшие по ходу соревнований будущим финалистам, принимают участие в утешительном турнире за две бронзовые медали.
Первую олимпийскую лицензию для Камбоджи принесла тхэквондистка Сивмей Сорн, ставшая победительницей азиатского квалификационного турнира в супертяжёлой весовой категории у женщин.
Женщины
| Категория   | Спортсмены  | Первый раунд       | Четвертьфинал      | Полуфинал          | Финал              | Место |
| Категория   | Спортсмены  | Соперник Результат | Соперник Результат | Соперник Результат | Соперник Результат | Место |
| ----------- | ----------- | ------------------ | ------------------ | ------------------ | ------------------ | ----- |
| свыше 67 кг | Сивмей Сорн |                    |                    |                    |                    |       |